# ادرین دالسی
ادرین دالسی (انگلیسی: Adrian Dalsey) (زاده ۱۴ اکتبر ۱۹۱۴ - درگذشته ۱۰ اکتبر ۱۹۹۴) کارآفرین، بازرگان و مدیر ارشد اجرایی آمریکایی بود، که شرکت دی‌اچ‌ال را تأسیس نمود.